# Knud Nordentoft (modstandsmand)
 For alternative betydninger, se Knud Nordentoft. (Se også artikler, som begynder med Knud Nordentoft)
Knud Nordentoft (født 1. november 1896, død 1. december 1944 i Svesinglejren) var en dansk læge i Varde. Han var modstandsmand i Holger Danske og døde i en tysk koncentrationslejr under 2. verdenskrig.
Læge Nordentoft, der blev 48 år, blev anholdt omtrent samtidig med politimester Simony, Varde, som ligeledes døde i en tysk KZ-lejr.
I Varde er vejen Nordentoftsvej opkaldt efter ham.